# 6-aminohexanoato cíclico dímero hidrolasa
La 6-aminohexanoato cíclico dímero hidrolasa (EC 3.5.2.12) es una enzima que cataliza entre otras la siguiente reacción química
Esta enzima es capaz de hidrolizar los dímeros cíclicos del 6-aminohexanoato para producir dímeros lineales de 6-aminohexanoato.
Por lo tanto, los sustratos de esta enzima son 1,8-diazaciclotetradecano-2,9-diona y H
2O; mientras que su producto es N-(6-aminohexanoil)-6-aminohexanoato.

## Clasificación
Esta enzima pertenece a la familia de las hidrolasas, específicamente a aquellas hidrolasas que actúan sobre los enlaces carbono-nitrógeno diferentes a enlaces peptídicos; y más particularmente sobre las amidas cíclicas.

## Nomenclatura
El nombre sistemático para esta enzima es '1,8-diazaciclotetradecano-2,9-diona lactamhidrolasa'. Otros nombre por el cual se la conoce es NylA.

## Papel biológico
La 6-aminohexnoato cíclico dímero hidrolasa es responsable de la degradación de los dímeros cíclicos del 6-aminohexnoato, un subproducto de la síntesis del nylon-6. La enzima se encuentra codificada por el gen nylA, el cual se encuentra presente en el plásmido pOAD2, perteneciente a la cepa Flavobacterium. Una enzima similar se encontró en Pseudomonas sp. cepa NK87, presente también en un plásmido, esta cepa se obtuvo replicando Pseudomonas aeruginosa PAO en un medio conteniendo el dímero lineal del 6-aminohexnoato, esta enzima emergió en la cepa adaptada